# Seleman Ulu
Seleman Ulu is een bestuurslaag in het regentschap Empat Lawang van de provincie Zuid-Sumatra, Indonesië. Seleman Ulu telt 2522 inwoners (volkstelling 2010).